# Идеи объединения Европы до 1945 года
Идеи объединения Европы до 1945 года — теории (идеи) и практики объединения государств и стран Европы (европейского единства) до 1945 года.

## Ранняя история

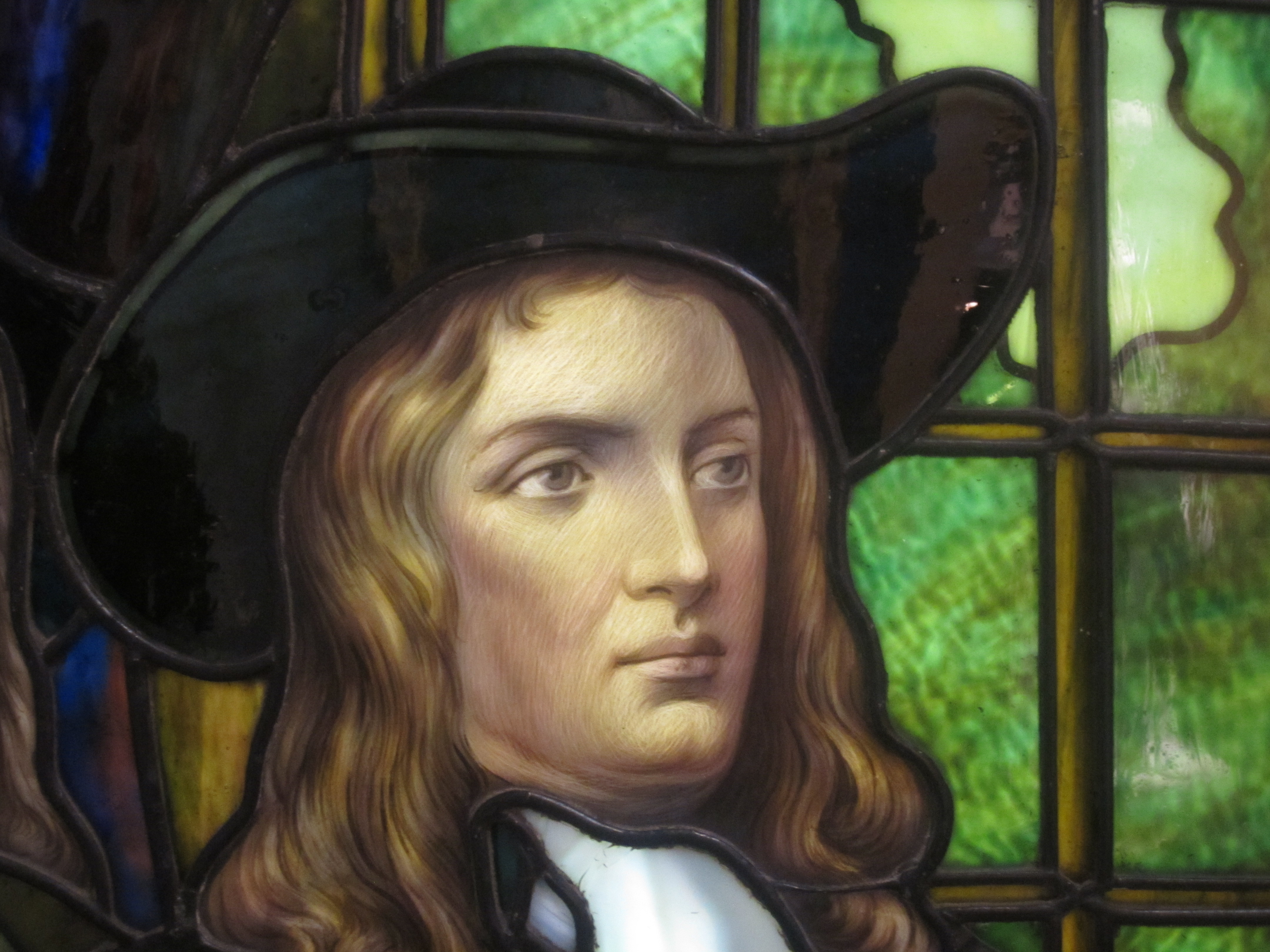
Уильям Пенн, американский колонист, предложил создать Европейский парламент для предотвращения войны

«Европа» как культурная сфера впервые используется во времена Каролингской династии, чтобы охватить Католическую церковь. Военные союзы «европейских держав» в эпоху Средневековья и раннего Нового времени были направлены против угрозы исламской экспансии. Так, после захвата Константинополя турками в 1453 году Йиржи из Подебрад, гуситский король Богемии, предложил в 1464 году Союз европейских христианских наций против турок.
В 1693 году Уильям Пенн рассматривал уничтожение войны в Европе и писал о «Европейском парламенте», чтобы предотвратить дальнейшие войны, без дальнейшего определения того, как такой институт будет вписываться в политическую реальность Европы того времени.
В 1728 году аббат Шарль де Сен-Пьер предложил создать Европейскую лигу из 18 суверенных государств, с общей казной, без границ и экономическим союзом. После американской революции видение Соединенных Штатов Европы, подобных Соединенным Штатам Америки, разделяли несколько выдающихся европейцев, в частности Маркиз де Лафайет и Тадеуш Костюшко.
Некоторые предположения о Европейском союзе можно вывести из предложения Иммануила Канта 1795 года о «конгрессе вечного мира».

## XIX век

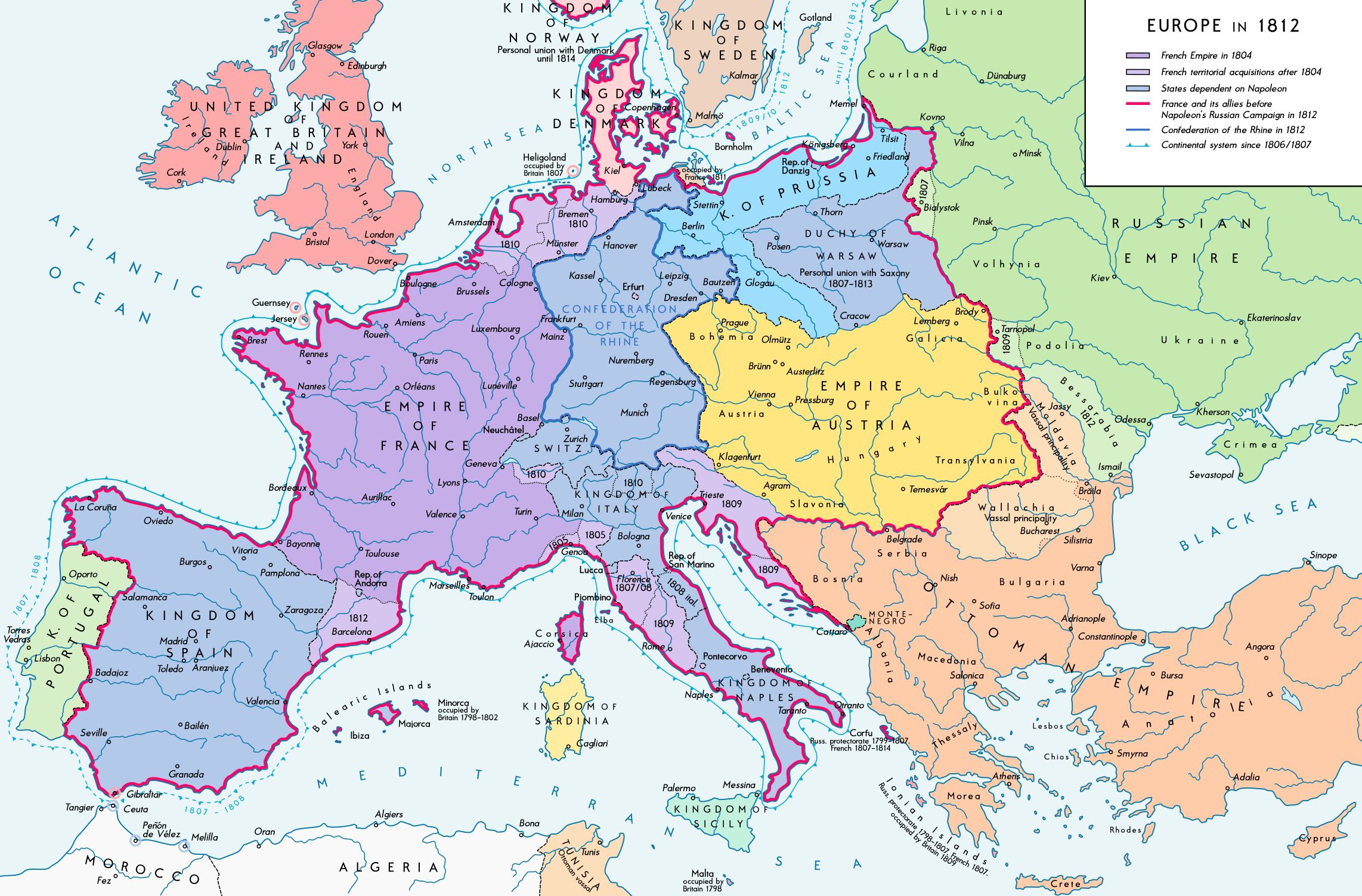
Доминирующая Франция в Европе в 1812 году

Понятие «Европа», относящееся к Западной Европе или германской Европе, возникает в XIX веке, противопоставляясь Российской империи, о чём свидетельствует книга русского философа Данилевского «Россия и Европа».
В ноябре 1806 года был провозглашён Таможенный союз при континентальной системе Наполеона Бонапарта в качестве эмбарго на британские товары в интересах французской гегемонии. Наполеон заметил: «Европа, таким образом разделенная на национальности, свободно сформированные и свободные внутренне, мир между государствами стал бы легче: Соединённые Штаты Европы стали бы возможностью».
Французские социалисты Сен-Симон и Огюстен Тьерри в 1814 году напишут эссе «Организация европейского общества», в котором уже намечается некая форма парламентской Европейской федерации.

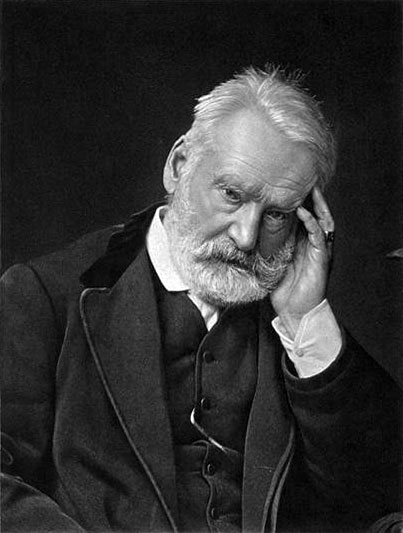
Французский писатель Виктор Гюго утверждал в 1849 году, что «настанет день, когда мы увидим… Соединённые Штаты Америки и Соединённые Штаты Европы стоят лицом к лицу, протягивая друг другу руки через моря».

В консервативной реакции после поражения Наполеона в 1815 году Германская Конфедерация была создана как свободная ассоциация тридцати восьми суверенных немецких государств, образованных Венским конгрессом. Наполеон уничтожил Священную Римскую Империю и упростил карту Германии. В 1834 году между государствами Конфедерации был образован «Таможенный союз», призванный улучшить торговые потоки и уменьшить внутреннюю конкуренцию. Расширение этого Таможенного союза могло бы стать моделью для единой Европы, о чём упоминал Фриц Фишер в книге «цели Германии в Первой мировой войне». Тогдашние идеи геополитики и Миттельевропы также оказали влияние на создание интеллектуальной основы Европейского Союза в Германии.
Соединённые Штаты Европы также были названы концепцией, представленной Войцехом Ястшембовским в книге «о вечном мире между народами», опубликованной 31 мая 1831 года. Проект состоял из 77 статей. Предполагаемые Соединённые Штаты Европы должны были стать международной организацией, а не сверхдержавой.
Итальянский писатель и политик Джузеппе Мадзини призвал к созданию Федерации европейских республик в 1843 году. Это подготовило почву для, возможно, самого известного раннего предложения о мирном объединении на основе сотрудничества и равенства членов, сделанного пацифистом Виктором Гюго в 1847 году. Гюго использовал термин Соединённые Штаты Европы во время выступления на Международном конгрессе мира, организованном Мадзини, проходившем в Париже в 1849 году. Гюго высказался за создание «Верховного, суверенного Сената, который будет для Европы тем же, чем парламент для Англии», и сказал: «настанет день, когда все нации на нашем континенте объединятся в европейское братство … Придёт день, и мы все увидим … Соединённые Штаты Америки и Соединённые Штаты Европы стоят лицом к лицу, протягивая друг другу руки через моря». Однако его высмеяли в зале, и он впоследствии вернулся к своей идее в 1851 году. Виктор Гюго посадил дерево на территории своей резиденции на острове Гернси, он сказал, что, когда это дерево созреет, появятся Соединённые Штаты Европы. Это дерево и по сей день счастливо растёт в садах Мезон-де-Отвиль, Сент-Питер-Порт, Гернси, резиденции Виктора Гюго во время его изгнания из Франции.
Итальянский философ Карло Каттанео писал: «океан бурлит и бурлит, и течения идут к двум возможным концам: автократии или Соединённым Штатам Европы». В 1867 году Джузеппе Гарибальди и Джон Стюарт Милль присоединились к Виктору Гюго на конгрессе Лиги мира и свободы в Женеве. Здесь анархист Михаил Бакунин заявил, что «для того, чтобы добиться торжества свободы, справедливости и мира в международных отношениях Европы и сделать невозможной гражданскую войну между различными народами, составляющими европейскую семью, остаётся только один путь: создать Соединённые Штаты Европы». 1 марта 1871 года Национальное Собрание Франции также призвало к созданию Соединённых Штатов Европы.
В рамках озабоченности по поводу нездоровой Европы и угрозы, исходящей от Махди, польский писатель Теодор де Корвин Шимановский первоначально сделал акцент не на национализме, суверенитете и Федерации, а прежде всего на экономике, статистике, денежно-кредитной политике и парламентской реформе. Его книга «L’Avenir économique, politique et social en Europe — будущее Европы в экономическом, политическом и социальном плане», опубликованная в Париже в 1885 году, фактически представляла собой проект Единой Европы с Таможенным союзом, Центральным статистическим управлением, центральным банком и единой валютой.

## Между мировыми войнами

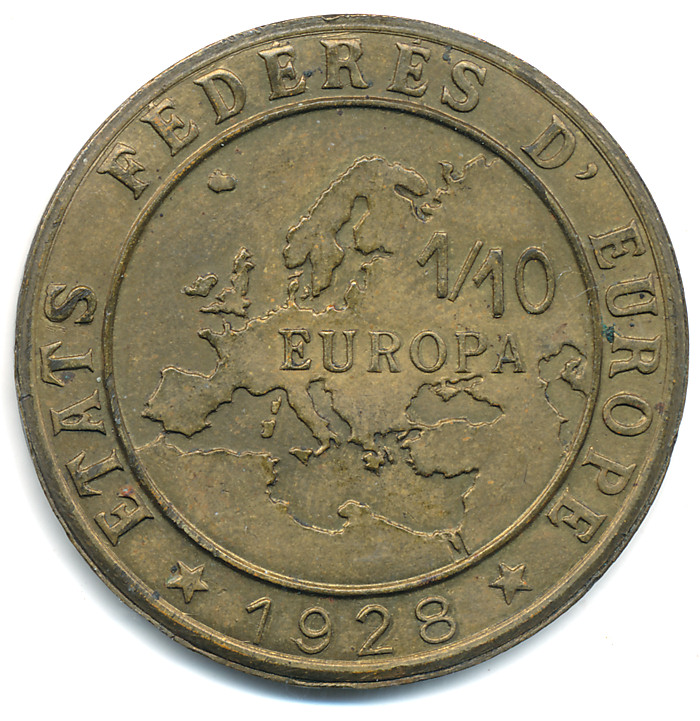
Европейская монета 1928 года для гипотетических «Федеративных Штатов Европы»

После катастрофы Первой мировой войны мыслители и провидцы из различных политических традиций вновь начали выдвигать идею политически единой Европы. В начале 1920-х годов был создан ряд Интернационалов, помогавших политическим партиям-единомышленникам координировать свою деятельность. Это были Коминтерн (1919), Лейбористский и Социалистический интернационал (1923), радикальная и Демократическая Антанта левоцентристских прогрессивных партий (1924), зелёный Интернационал фермерских партий (1923), правоцентристский Международный секретариат демократических партий, вдохновленных христианством (1925). В то время как сфера деятельности этих Интернационалов была глобальной, преобладание политических партий из Европы означало, что они облегчали взаимодействие между приверженцами той или иной идеологии через европейские границы. В рамках каждой политической традиции появились голоса, выступающие не только за сотрудничество различных национальных партий, но и за создание политических институтов на европейском уровне.
Обладая консервативным видением Европы, австрийский Граф Рихард фон Куденхове-Калерги основал панъевропейское движение в 1923 году, организовав первый панъевропейский Конгресс в Вене в 1926 году, который к моменту краха Уолл-Стрит насчитывал 8000 членов. Цель состояла в том, чтобы создать специфически христианскую и, следовательно, католическую Европу. Британский государственный служащий и будущий консервативный министр Артур Солтер опубликовал в 1933 году книгу, пропагандирующую Соединенные Штаты Европы.
Напротив, советский народный комиссар Лев Троцкий в 1923 году выдвинул лозунг «За советские Соединенные Штаты Европы», выступив за объединение Европы на коммунистических принципах.
Среди либерально-демократических партий французские левоцентристы предприняли ряд инициатив по объединению партий-единомышленников из европейских государств. В 1927 году французский политик Эмиль Борель, лидер левоцентристской Радикальной партии и основатель радикального Интернационала, создал французский Комитет по европейскому сотрудничеству, а ещё двадцать стран создали аналогичные комитеты. Тем не менее, он оставался элитным клубом: самый большой комитет, французский, имел менее шестисот членов, две трети из которых были парламентариями. Два левоцентристских премьер-министра Франции пошли дальше. В 1929 году Аристид Бриан выступил с речью в присутствии Ассамблеи Лиги Наций, в которой он предложил идею Федерации европейских наций, основанной на солидарности и стремлении к экономическому процветанию и политическому и социальному сотрудничеству. В 1930 году по просьбе Лиги Бриан представил меморандум об организации системы Европейского Федерального союза. На следующий год будущий премьер-министр Франции Эдуард Эррио опубликовал свою книгу «Соединенные Штаты Европы». Действительно, образец такой системы уже существовал в виде бельгийского и люксембургского таможенного и валютного союза 1921 года.
Поддержку предложениям французских левоцентристов оказал целый ряд авторитетных деятелей. Многие видные экономисты, осознавая, что экономическая гонка между государствами создает все большую нестабильность, поддерживали эту точку зрения, в том числе Джон Мейнард Кейнс. Французский политолог и экономист Бертран Жувенель вспоминал широко распространенное после 1924 года настроение, призывавшее к «гармонизации национальных интересов по образцу Европейского союза в целях общего процветания». Испанский философ и политик Ортега-и-Гассет выразил позицию, разделяемую многими в республиканской Испании: «европейское единство — это не фантазия, а сама реальность; а фантазия — это как раз противоположность: вера в то, что Франция, Германия, Италия или Испания являются существенными и независимыми реальностями». Элефтериос Венизелос, премьер-министр Греции, в своей речи 1929 года обозначил поддержку своего правительства, заявив, что «Соединенные Штаты Европы будут представлять, даже без России, державу, достаточно сильную, чтобы продвинуть, вплоть до удовлетворительной точки, процветание и других континентов».
Между двумя мировыми войнами польский государственный деятель Юзеф Пилсудский выдвинул идею Европейской федерации, которую он назвал Междуморье.
Великая депрессия, подъём фашизма и коммунизма, а затем Вторая мировая война не позволили межвоенным движениям получить дальнейшую поддержку: между 1933 и 1936 годами большинство оставшихся демократий Европы стали диктатурами, и даже Испания Ортеги и Греция Венизелоса были погружены в гражданскую войну. Но хотя сторонники европейского единства, будь то социал-демократические, либеральные или христианско-демократические, были лишены власти в 1930-е годы и не смогли воплотить свои идеи в жизнь, многие из них оказались у власти в 1940—1950-е годы, и у них было больше возможностей применить свои прежние средства против экономического и политического кризиса.

## Последствия Второй мировой войны
В Великобритании группа, известная как Federal Union, была основана в ноябре 1938 года и начала пропагандировать федеративный союз Европы в качестве послевоенной цели. Её статьи и аргументы стали хорошо известны среди противников фашизма по всей Европе и способствовали их размышлениям о том, как восстановить Европу после войны.
Среди тех, кто был первым сторонником союза европейских наций, был премьер-министр Венгрии Пал Телеки. Венгрия потеряла более двух третей своей территории в конце Первой мировой войны в 1920 году по Трианонскому договору. В начале 1941 года, во время Второй мировой войны, он стремился сохранить автономию Венгрии. Внутренне он пытался удовлетворить национальную гордость, которая требовала восстановления утраченных территорий, что Германия поддержала в первой Венской премии 1938 года и второй Венской премии 1940 года. Внешне он стремился сохранить военную и экономическую независимость своей страны перед лицом принудительного давления Германии, чтобы присоединиться к их вторжению в Югославию. В книге «Трансильвания». Корниш описал, как Телеки, находясь под постоянным наблюдением германского гестапо в течение 1941 года, передавали секретные сообщения контактам в Америке.
Журналист Дороти Томпсон в 1941 году поддержала заявление других: «Я взял из кабинета графа Телеки написанную им монографию о строении европейских наций. Будучи выдающимся географом, он разрабатывал план региональной федерации, основанный на географических и экономических реалиях». Телеки не получил никакого ответа от американцев на свои идеи, и когда немецкие войска двинулись через Венгрию 2-3 апреля 1941 года во время вторжения в Югославию, он покончил с собой.
В 1943 году немецкие министры Иоахим фон Риббентроп и Сесиль фон Ренте-Финк в конечном итоге предложили создать «Европейскую конфедерацию» как часть нового порядка на континенте. Это предложение, которое не получило большой поддержки со стороны нацистского руководства, имело бы единую валюту, Центральный банк в Берлине, региональный принцип, трудовую политику и экономические и торговые соглашения, но оставило бы все государства четко подчиненными нацистской Германии. странами, предложенными для включения, были Германия, Италия, Франция, Дания, Норвегия, Финляндия, Словакия, Венгрия, Болгария, Румыния, Хорватия, Сербия, Греция и Испания. Такая возглавляемая Германией Европа, как надеялись, послужит сильной альтернативой коммунистическому Советскому Союзу и Соединенным Штатам. Страны Бенилюкса исключены из списка предлагаемых стран, так как их дальнейшая интеграция в Германский Рейх уже была решена.
Министр иностранных дел Артур Зейсс-Инкварт сказал: «Новая Европа солидарности и сотрудничества между всеми её народами найдет быстро растущее процветание, как только будут сняты национальные экономические границы», в то время как Вишистский французский министр Жак Бенуа-Мишен сказал, что Франция должна «отказаться от национализма и занять достойное место в Европейском сообществе». Эти общеевропейские иллюзии начала 1940-х годов так и не были реализованы из-за поражения Германии. Ни Гитлер, ни многие из его ведущих иерархов, такие как Геббельс, не имели ни малейшего намерения компрометировать абсолютную германскую гегемонию путем создания Европейской конфедерации. Хотя этот факт был использован для инсинуации обвинения в фашизме в ЕС, идея намного старше нацистов, предвиденных Джоном Мейнардом Кейнсом, а позже Уинстоном Черчиллем и различными антинацистскими движениями сопротивления.
Одной из наиболее влиятельных фигур в этом процессе был Альтиеро Спинелли, автор Вентотенского манифеста под названием «к свободной и Объединённой Европе», который был тайно вывезен из лагеря для интернированных — острова Вентотене — ещё в 1941 году, задолго до того, как исход войны был надежно предсказуем и широко распространён в движениях сопротивления. Спинелли, Урсула Хиршманн и Колорни, Росси и ещё около 20 человек создали, как только покинули свой лагерь для интернированных, движение федералистов Европы (MFE). Учредительное собрание, тайно проведенное в Милане 27/28 августа 1943 года, приняло «политический тезис», который, в частности, гласил: «если будет установлен послевоенный порядок, при котором каждое государство сохранит свой полный национальный суверенитет, то основа для Третьей мировой войны все ещё будет существовать даже после того, как будет сорвана попытка нацистов установить господство немецкой расы в Европе».
В 1943 году Жан Монне, член Комитета национального освобождения свободного французского правительства в изгнании в Алжире, которого многие считают будущим архитектором европейского единства, заявил Комитету: «в Европе не будет мира, если государства будут восстановлены на основе национального суверенитета …Страны Европы слишком малы, чтобы гарантировать своим народам необходимое процветание и социальное развитие. Европейские государства должны образовать федерацию…»